# Personne ne voulait mourir
Pour plus de détails, voir Fiche technique et Distribution.
Personne ne voulait mourir (en russe : Никто не хотел умирать ; en lituanien : Niekas nenorėjo mirti) est un film dramatique soviétique réalisé par Vytautas Žalakevičius en 1965,. 

## Synopsis
L'histoire se déroule en 1947, dans la campagne lituanienne, lors de l'implantation du régime communiste dans le pays. Une suite d'événements tragiques est déclenchée par l’assassinat du chef du conseil de village par les membres de la guérilla nationaliste, appelée les frères de la forêt.

## Fiche technique
- Titre français : Personne ne voulait mourir
- Titre russe : Никто не хотел умирать
- Titre lituanien : Niekas nenorėjo mirti.
- Réalisation : Vytautas Žalakevičius
- Scénario : Vytautas Žalakevičius
- Photographie : Jonas Gricius (lt)
- Directeur artistique : Vytautas Kalinauskas (lt), Algirdas Ničius (lt)
- Assistant réalisateur : Algimantas Kundelis (lt)
- Caméra : Jonas Tomaševičius (lt)
- Costumes : Viktorija Bimbaitė (lt)
- Maquillage : Marija Oržekauskaitė
- Musique : Algimantas Apanavičius (lt)
- Son : Evgueni Nesterov (ru)
- Montage : Izabelė Pinaitytė
- Rédaction : Grigorijus Kanovičius (en)
- Producteur exécutif : E.Žabinskas
- Production : Lietuvos kino studija
- Pays d'origine : RSS de Lituanie
- Sortie : 1965
- Format : noir et blanc
- Genre : drame
- Durée : 106 minutes

## Distribution
- Donatas Banionis : Vaitkus
- Regimantas Adomaitis : Donatas
- Juozas Budraitis : Jonas
- Algimantas Masiulis : Mykolas
- Bruno O'Ya : Bronius
- Vija Artmane : Ona
- Kazys Vitkus (lt) : Lokys
- Danguolė Baukaitė (lt) : Aldona
- Eugenija Šulgaitė (lt) : la mère
- Antanas Šurna (en) : secrétaire
- Bronius Babkauskas (lt) : Marcinkus
- Antanas Barčas (lt) : Barzda
- Laimonas Noreika : Juozapas
- Vytautas Tomkus : Apuokas
- Regina Zdanavičiūtė (lt) : femme de Marcinkus
- Algirdas Vrubliauskas (lt) : Potius
- Ona Ališauskaitė : femme de Potius
- Henrikas Rimeika : Pranas, le milicien
- Balys Juškevičius,
- Algimantas Kundelis,
- Adomas Petkevičius,
- Juozas Rygertas,
- Jonas Šablinskas,
- Leonas Zmirskas,